# Маккаринелли, Энцо
Энцо Маккаринелли (англ. Enzo Maccarinelli; 20 августа 1980, Суонси, Уэльс) — британский боксёр-профессионал итальянского происхождения, выступающий в полутяжёлой и в первой тяжёлой весовых категориях. Чемпион Европы (EBU 2010). Чемпион мира в первой тяжелой (временный титул по версии WBO, 2006; версия WBO, 2006—2008) весовой категории.

## Профессиональная карьера
Энцо дебютировал в октябре 1999 года в первом тяжёлом весе. Четвёртый поединок проиграл нокаутом в третьем раунде, британскому джорнимену, Ли Свеби.

#### Бой с Брюсом Скоттом
В мае 2003 года нокаутировал британца Брюса Скотта (25-6), и завоевал титул чемпиона мира по версии WBU.

#### Бой с Марсело Фабианом Домингесом
в июле 2006 года в бою за временный титул чемпиона мира в 1-м тяжёлом весе по версии WBO в 9-м раунде нокаутировал Марсело Фабиана Домингеса. После того как чемпион мира в 1-м тяжёлом весе по версии WBO Джонни Нельсон ушёл из бокса, Маккаринелли стал обладателем этого титула.
В октябре 2006 года Маккаринелли нокаутировал в 1-м раунде Марка Хобсона.
В апреле 2007 года он в 1-м раунде нокаутировал Бобби Ганна.

#### Бой с Уэйном Брейтуэйтом
В июле 2007 года Маккаринелли победил по очкам Уэйна Брейтуэйта.
В ноябре 2007 года он нокаутировал в 4-м раунде непобеждённого Мохамеда Аззауи.

#### Объединительный бой с Дэвидом Хэем
В марте 2008 года состоялся объединительный бой между чемпионами в 1-м тяжёлом весе — по версии WBO Энцо Маккаринелли и по версиям WBC и WBA Дэвидом Хэем. В середине 2-го раунда Хэй пробил правый хук в челюсть. У Маккаринелли подкосились ноги, и он в полусогнутом состоянии прижался к канатам в углу. Хэй запер противника в углу и начал бомбить его ударами. Не в силах защищаться Маккаринелли рухнул на канвас. Он сразу же поднялся, но его сильно шатало. Рефери досчитал до конца, но видя, что Маккаринелли продолжает шататься, прекратил поединок.

### 2008—2015
После поражения от Хэя, в декабре 2008 года, нокаутировал Мэтью Эллиса (20-5-1) во втором раунде.

#### Бой с Ола Афолаби
Затем проиграл бой нокаутом британцу, Ола Афолаби (13-1-3), за титул временного чемпиона мира по версии WBO.

#### Бой с Денисом Лебедевым
18 июля 2009 года проиграл нокаутом в третьем раунде российскому боксёру, Денису Лебедеву (17-0), в бою за вакантный титул интернационального чемпиона по версии WBO.

#### Бой за титул чемпиона Европы
Следующие три поединка Энцо выиграл нокаутом и все в первом раунде. От британца пали венгр Кристиян Жаки, венгр Жолтан Чекус и россиянин Александр Колтобай (18-1-1), и завоевал вакантный титул чемпиона Европы по версии EBU.
В сентябре 2010 года, Энцо проиграл нокаутом от непобеждённого немца украинского происхождения, Александра Френкеля (22-0).
Затем Маккаринели нокаутировал непобеждённого венгерского боксёра, Джорджи Мароси (12-0).

#### Бой с Шейном Макфиблином
А после победы над ирландцем Цираном Хили, вышел на ринг с соотечественником Шейном Макфиблином в марте 2012 года и завоевал титул чемпиона Британии в первом тяжёлом весе.

#### Бой с Овайлу Маккензи 1
9 ноября 2012 года проиграл техническим нокаутом во втором раунде ямайскому боксёру, Овайлу Маккензи, в поединке за титул британского содружества в первом тяжёлом весе. В разгар атаки рефери вмешался в поединок, и не дал его логически завершить, чем вызвал гул зала, и недовольстве Маккаринелли, который возможно выдержал бы атаку ямайца.

#### Чемпионский бой с Юргеном Бремером
5 апреля 2014 года в Ростоке Юрген Бремер провел первую защиту титула против бывшего чемпиона мира Энцо Маккаринелли. Уже в конце первого раунда Бремер провел точный удар левой, после которого правый глаз Маккаринелли начал закрываться. В третьем раунде Энцо боксировал с практически полностью закрытым гематомой правым глазом, и по окончании пятого раунда его секунданты приняли решение остановить бой, что означало победу Юргена Бремера техническим нокаутом.

#### Бой с Роем Джонсом
12 декабря 2015 года Маккаринелли встретился с бывшим абсолютным чемпионом мира Роем Джонсом. Не самый скоростной, но довольно плотный поединок проходил в первых раундах, и валлиец, имевший значительное преимущество в росте, потихоньку захватывал в нём преимущество. При этом он намеренно не атаковал Джонса с дальней дистанции, а навязывал ему бой на средней дистанции, не давая передохнуть. В четвёртом раунде в одной из таких серий Маккаринелли провел точный апперкот, после чего Джонс оказался на настиле. Он поднялся, но явно не восстановился. Энцо обрушил на него новую серию, в которой ударными оказались новый апперкот и правый боковой. Джонс упал — и на этот раз это был серьезнейший нокаут.

#### Бой с Дмитрием Кучером
10 июня 2016 года уступил Дмитрию Кучеру (23-1-1) техническим нокаутом в 1-м раунде, в бою за вакантный титул чемпиона Европы по версии EBU в 1-м тяжёлом весе.

## Статистика профессиональных боёв
В таблице перечислены результаты всех поединков боксёров.
В каждой строке указан результат поединка. Дополнительно номер поединка обозначен цветом, который обозначает итог поединка. Расшифровка обозначений и цветов представлена в нижеследующей таблице.
| Пример | Расшифровка                     |
| ------ | ------------------------------- |
|        | Победа                          |
|        | Ничья                           |
|        | Поражение                       |
|        | Планируемый поединок            |
|        | Поединок признан несостоявшимся |
| КО     | Нокаут                          |
| ТКО    | Технический нокаут              |
| PTS    | Решение судей (по очкам)        |
| UD     | Единогласное решение судей      |
| MD     | Решение большинства судей       |
| SD     | Раздельное решение судей        |
| RTD    | Отказ от продолжения боя        |
| DQ     | Дисквалификация                 |
| NC     | Поединок признан несостоявшимся |

| 41 победа (33 нокаутом), 8 поражений, 0 ничьих | 41 победа (33 нокаутом), 8 поражений, 0 ничьих | 41 победа (33 нокаутом), 8 поражений, 0 ничьих | 41 победа (33 нокаутом), 8 поражений, 0 ничьих | 41 победа (33 нокаутом), 8 поражений, 0 ничьих    | 41 победа (33 нокаутом), 8 поражений, 0 ничьих | 41 победа (33 нокаутом), 8 поражений, 0 ничьих                                           | 41 победа (33 нокаутом), 8 поражений, 0 ничьих |
| Бой                                            | Рекорд                                         | Дата                                           | Соперник                                       | Место боя                                         | Результат                                      | Комментарии                                                                              |                                                |
| ---------------------------------------------- | ---------------------------------------------- | ---------------------------------------------- | ---------------------------------------------- | ------------------------------------------------- | ---------------------------------------------- | ---------------------------------------------------------------------------------------- | ---------------------------------------------- |
| 49                                             | 41-8                                           | 10 июня 2016                                   | Дмитрий Кучер (23-1-1)                         | Лондон, Англия, Великобритания                    | TKO 1 (12), 2:48                               | Бой за вакантный титул чемпиона Европы по версии EBU в 1-м тяжёлом весе.                 |                                                |
| 48                                             | 41-7                                           | 12 декабря 2015                                | Рой Джонс (62-8-0)                             | ВТБ Ледовый дворец, Москва, Россия                | КО 4 (10), 1:57                                | Рейтинговый бой в 1-м тяжёлом весе. Джонс в нокауте в 4-м раунде.                        |                                                |
| 47                                             | 40-7                                           | 10 октября 2015                                | Иржи Свацина (12-16-0)                         | Ньюпорт, Уэльс, Великобритания                    | TKO 5 (10), 2:00                               |                                                                                          |                                                |
| 46                                             | 39-7                                           | 14 марта 2015                                  | Дьердь Новак (5-2-0)                           | Манчестер, Северо-Западная Англия, Великобритания | TKO 1 (8), 0:48                                |                                                                                          |                                                |
| 45                                             | 38-7                                           | 5 апреля 2014                                  | Юрген Бремер (42-2-0)                          | Росток, Мекленбург-Передняя Померания, Германия   | RTD 5 (12), 3:00                               | Бой за титул чемпиона мира по версии WBA в полутяжёлом весе.                             |                                                |
| 44                                             | 38-6                                           | 7 декабря 2013                                 | Кортни Фрай (18-3-0)                           | Ливерпуль, Северо-Западная Англия, Великобритания | TKO 7 (10), 1:46                               |                                                                                          |                                                |
| 43                                             | 37-6                                           | 17 августа 2013                                | Овилл Маккензи (21-11-0)                       | Кардифф, Уэльс, Великобритания                    | TKO 11 (10), 2:44                              | Завоевал титул чемпиона Британского Содружества наций (Commonwealth) в полутяжёлом весе. |                                                |